# Pariolius armillatus
Pariolius armillatus är en fiskart som beskrevs av Cope 1872. Pariolius armillatus ingår i släktet Pariolius och familjen Heptapteridae. Inga underarter finns listade i Catalogue of Life.